# Convento de Santa Clara (Entrena)
El antiguo convento de Santa Clara en el municipio de Entrena, La Rioja (España), fue un convento de clausura de la orden religiosa de las Clarisas, que comenzó a construirse en 1503 quedando en desuso por falta de vocaciones y estado ruinoso en 2001.

## Historia
En 1503, don Carlos Ramírez de Arellano y su esposa Juana de Zúñiga, Condes de Aguilar y señores de Cameros fundan el convento, entonces denominado Convento de Nuestra Señora de los Ángeles. Las primeras que lo habitaron fueron tres monjas procedentes del Real Monasterio de Santa Clara de Tordesillas siendo su abadesa una Arellano.

## Iglesia
La iglesia adyacente es de estilo Reyes Católicos, construida en sillería. 
Consta de una nave de dos tramos y cabecera cuadrangular, con capillas a modo de brazos de crucero en el primer tramo. Los arcos son apuntados y los soportes pilares fasciculados, columnas adosadas y ménsulas.
El retablo del altar mayor es barroco de los siglos XVII-XVIII con imágenes coetáneas.
Los retablos de las capillas son también barrocos del siglo XVIII.